# Костер, Дирк
Дирк Костер (нидерл. Dirk Coster, 5 октября 1889, Амстердам — 12 февраля 1950, Гронинген) — нидерландский физик.

## Биография
Костер родился в Амстердаме третьим ребенком в семье рабочего. В 1908 окончил педагогический колледж в Хаарлеме, до 1913 работал учителем. Одновременно посещал лекции в Лейденском университете, где на него огромное влияние оказал П. Эренфест и который он окончил в 1916. В 1916-20 работал ассистентом В. де Гааза в Делфтском техническом университете, в 1920-22 у М. Сигбана в Лундском университете. В 1922 защитил докторскую диссертацию в Лейденском университете. В 1922-23 работал в Копенгагенском институте Нильса Бора, с 1924 занимал профессорскую должность в университете Гронингена. В 1934 г. был избран действительным членом Нидерландской королевской академии наук.
В 1938 помог Л. Мейтнер перебраться из нацистской Германии в Швецию, во время Второй мировой войны принимал активное участие в спасении еврейского населения.

## Научная деятельность
Научные труды Костера посвящены атомной и ядерной физике, рентгеновской спектроскопии, нейтронной физике. В 1923 совместно с Д. Хевеши открыл 72-й элемент — гафний.

## Публикации
- Д. Костер. Удары второго рода. // УФН. — 1924. — Вып. 6.